# Фанат 2
Фанат 2 — радянський бойовик 1990 року, знятий режисером Володимиром Феоксістовим. Продовження фільму «Фанат» 1989 року. Олексій Серебряков від участі в сіквелі відмовився, тому роль Малюка виконав Олег Фомін.

## Сюжет
Перша частина фільму закінчилася тим, що Малюк переміг вишибали в вирішальному поєдинку. Йому вдається втекти від переслідувачів, але Метр особисто вбиває його тренера і дає наказ про знищення Малюка.
Після замаху Малюк виживає. На одеському пляжі він знайомиться з фотографом Давидом. На пляж вривається банда байкерів, бесчінствуя і атакуючи відпочиваючих. Нападають і на Малюка. Заворушення перериває поява міліції. Хулігани біжать. Фотограф дозволяє Малюкові ночувати в своїй фотолабораторії, пізніше знайомить з племінницею Сашком, з якої у Малюка виникають романтичні стосунки. Про нову появу Малюка в місті випадково дізнається Метр, який повідомляє про це своїм покровителям з обласної влади. Секретар Одеського обкому КПРС Ситих, нині кандидат у народні депутати, віддає наказ про ліквідацію втрачає контроль над ситуацією Метра та розшуку Малюка через федеральні канали УВС.

## У ролях
- Олег Фомін — Малюк
- Євгенія Добровольська — Катя
- Олександра Колкунова — Саша
- Юрій Горобець— Антонич
- Анатолій Равикович — Давід

## Знімальна група
- Сценарій: Георгій Котов, Семен Каліка
- Режисер: Володимир Феоксистов
- Оператор: Сергій Стасенко
- Композитор: Артем Артєм'єв